# Kazimierz Wójcik (polityk)
Kazimierz Marian Wójcik (ur. 10 kwietnia 1953 w Żarowie) – polski polityk, związkowiec, rolnik, urzędnik, poseł na Sejm IV kadencji.

## Życiorys

### Wykształcenie i praca zawodowa
Ukończył (bez matury) Technikum Rolnicze w Piotrkowicach Małych. Pracował jako operator dźwigu w Hucie Katowice. W 1981 został właścicielem gospodarstwa rolnego pod Miechowem specjalizującego się w uprawie kukurydzy. Zasiadał także w Radzie Społecznej przy KRUS. W 2007 został zatrudniony w administracji rządowej jako doradca zarządu Funduszu Składkowego Ubezpieczenia Społecznego Rolników odpowiedzialny za kontakty z parlamentem.

### Działalność publiczna
Od 1984 do 1989 należał do Zjednoczonego Stronnictwa Ludowego. W 1992 był współtwórcą Przymierza Samoobrona. Następnie, do 2005 pełnił funkcję przewodniczącego struktur tego ugrupowania (działającego już jako Samoobrona RP) w województwie małopolskim. Bez powodzenia ubiegał się o mandat poselski w wyborach parlamentarnych w 1993 (otrzymał 1531 głosów) oraz wyborach w 1997 (otrzymał 148 głosów).
W wyborach parlamentarnych w 2001, otrzymawszy 9668 głosów, został posłem IV kadencji wybranym z pierwszego miejsca na liście tej partii w okręgu krakowskim. Zasiadał w Komisji Skarbu Państwa, Komisji Finansów Publicznych oraz pięciu podkomisjach. W wyborach do Sejmu w 2005 bezskutecznie ubiegał się o reelekcję (dostał 3332 głosy).
W wyborach w 2009 bez powodzenia kandydował z listy Samoobrony RP do Parlamentu Europejskiego w okręgu małopolsko-świętokrzyskim (otrzymał 1422 głosy). W marcu 2009 wszedł w skład prezydium Związku Zawodowego Rolnictwa „Samoobrona”. Został również przewodniczącym związku w Małopolsce. Powrócił także do kierowania partią w tym regionie.
Wystąpił następnie z Samoobrony RP. W wyborach parlamentarnych w 2011 bez powodzenia kandydował do Sejmu jako bezpartyjny kandydat z listy Polskiej Partii Pracy – Sierpień 80 w okręgu nowosądeckim (otrzymał 89 głosów). We wrześniu 2012 został przewodniczącym partii Samoobrona w Małopolsce. W wyborach samorządowych w 2014 otwierał listę tego ugrupowania do sejmiku małopolskiego, nie uzyskując mandatu.